# HTS Tentiq
Die HTS tentiQ GmbH (vormals Röder HTS Höcker) ist ein deutsches Unternehmen, das mobile Hallen und Festzelte entwickelt und herstellt. Hauptsitz und Produktion befinden sich im hessischen Kefenrod.

## Geschichte
Die HTS tentiQ wurde 2001 von den ehemaligen Besitzern der Röder AG, Heinz und Edwin Röder, in Kefenrod, Hessen gegründet.
2002–2003 wurden Vertriebsstellen in Großbritannien, Frankreich und im Mittleren Osten eröffnet, 2006 in Singapur und Russland, 2007 in Indien.
Im Jahr 2012 wurde mit etwa 127 Millionen Euro ein gegenüber dem Vorjahr fast verdoppelter Umsatz erzielt, was vom Unternehmen auf Exportaktivitäten zurückgeführt wurde.
Im Jahr 2013 übernahm das Unternehmen die Mehrheit der Anteile an der Huaye Tent (Kunshan) Co., Ltd. in China.
2014 wurde die Partnerfirma HTS Industriebau gegründet, die auf Entwicklung und Produktion von Schnellbau-Stahlhallen spezialisiert ist.
HTS tentiQ stellt temporäre Gebäude aus Aluminium sowie temporäre und semipermanenten Veranstaltungszelte für den privaten, industriellen und öffentlichen Sektor her. Das Unternehmen beschäftigt ca. 260 Mitarbeiter, hauptsächlich am Standort Kefenrod, wovon der größte Teil bereits seit der Gründung bei HTS tentiQ arbeitet. Ein Teil hiervon ist ein weltweites Vertriebsteam mit über 50 Mitarbeitern, die strategisch verteilt sind und in allen Regionen weltweit Unterstützung vor Ort, die Lieferung, den Vertrieb und bei Bedarf die Montage bereitstellen können.

## Aktivitäten
2009 entwarf HTS tentiQ einen dreistöckigen jedoch voll zerlegbaren „Boxengassen-Pavillon“ für die CLIPSAL-500-Veranstaltung in Adelaide in Südaustralien. Das Erdgeschoss besteht aus 36 Boxengassen und beherbergt außerdem verschiedene Büroräume, medizinische u. a. Einrichtungen. Im ersten und zweiten Stock sind zahlreiche verschieden große Empfangsbereiche für Gastronomie, Fernseh- und Radiosender, Rennleitung, Medienzentrum usw. untergebracht.
Ebenfalls 2009 wurde HTS Tentiq Leichtbauhallen (vormals HTS Industrie) gegründet, eine innerbetriebliche Spezialabteilung für Verkauf und Vermietung von Leichtbauhallen an Endkunden aus Gewerbe und Industrie. Die Abteilung hat heute Vertriebsbüros und Produktlager in Europa, Australien und den USA.
Im Jahre 2010 wurde ein neues Rahmensystem mit faserverstärkten Einlagen eingeführt und patentiert, wobei dank Carbon-Lamellen eine deutliche Reduktion von Volumen und Gewicht der Gebäude erzielt wird. Im selben Jahr wurde auch das HTS-Avantgarde-System zum Patent angemeldet, ein geschlossenes Befestigungssystem für Außenfenster und -wände.
2012 gab ein Auftrag des russischen Verteidigungsministeriums den Auftakt für eine neue Spezialabteilung für Entwurf, Produktion und Lieferung kompletter Militärcamps und einzelner Militärzelte sowie Katastrophen-Einsatzzelte, HTS Tentiq Government Authority (vormals HTS-RDS).
2013 gewann das Unternehmen eine Ausschreibung über 27,6 Millionen US-Dollar für den Bau eines neuen Terminal-Gebäudes am Flughafen Nairobi (Kenia), nachdem das alte Gebäude durch einen Brand zerstört worden war. Durch den neuen Terminal konnte die Flughafenkapazität auf jährlich 7,5 Millionen Personen vergrößert werden.
2015 baute das Unternehmen mehrere Flüchtlingslager in Deutschland, und auf der Tent Expo 2016 wurde ein Vertrag für ein Flüchtlingslager in Italien unterzeichnet.
Das Unternehmen hat auch die Ausstellungsgebäude für den Sokolniki Park in Moskau (Russland) gebaut. 2008 wurde ein zweistöckiges Gebäude mit insgesamt 3650 m² errichtet.
Das Unternehmen baut regelmäßig Zuschauerzelte für Motorsportveranstalter wie Audi, Porsche, BMW, Hankook und andere Autohersteller.
Das Unternehmen hat Auszeichnungen von der Industrial Fabrics Association International (IFAI) und der International Festivals & Events Association (IFEA) erhalten.

## Belege
1. ↑  Firmenportrait Röder HTS (Memento vom 8. September 2008 im Internet Archive)
2. ↑  Wer wir sind. In: HTS TENTIQ. (hts-tentiq.com [abgerufen am 1. November 2021]).
3. ↑  gemäß veröffentlichtem Jahresabschluss und Lagebericht
4. ↑  Temporärer Boxengassen-Pavillon in Australien errichtet –  – Stadionwelt-Business. (stadionwelt-business.de [abgerufen am 29. März 2017]).
5. ↑  Eventzelt CLIPSAL 500 Adelaide. In: Röder HTS Höcker. (roeder-hts.de [abgerufen am 29. März 2017]).
6. 1 2  
Röder Familiengeschichte. In: Röder HTS Höcker. 2017 (roeder-hts.de [abgerufen am 29. März 2017]).
7. ↑  Wer ist HTS INDUSTRIE. In: HTS INDUSTRIE. (hts-ind.de [abgerufen am 29. März 2017]).
8. ↑  Patent  EP2224079B1: Stütz- und Verbindungsprofil mit Verstärkungseinlage sowie Verfahren zur Herstellung eines faserverstärkten Metallprofils. Angemeldet am 12. Februar 2010, veröffentlicht am 22. Mai 2019, Anmelder: Röder HTS Höcker GmbH, Erfinder: Heinz Röder.‌
9. ↑  Tent Expo 2010. (PDF) Röder HTS Höcker, abgerufen am 29. März 2017.
10. ↑  Patentanmeldung  DE102010034051A1: System zur variablen Gestaltung einer Fensterfassade und ein Verfahren zur Herstellung einer Fensterfassade. Angemeldet am 11. August 2010, veröffentlicht am 16. Februar 2012, Anmelder: Röder HTS Höcker GmbH, Erfinder: Heiko Heilmann.‌
11. ↑  obl-TV: «Пятизвёздочный» военно-полевой лагерь. Youtube, 9. Februar 2012, abgerufen am 29. März 2017 (russisch).
12. ↑  Über HTS-RDS. In: HTS-RDS. (hts-rds.de [abgerufen am 29. März 2017]).
13. ↑  German firm wins tender for JKIA terminal. In: Business Daily. (businessdailyafrica.com [abgerufen am 29. März 2017]).
14. ↑  Aktuelle Trends aus Kenia. Germany Trade and Invest GmbH, archiviert vom Original (nicht mehr online verfügbar) am 8. Juli 2015; abgerufen am 29. März 2017.  Info: Der Archivlink wurde automatisch eingesetzt und noch nicht geprüft. Bitte prüfe Original- und Archivlink gemäß Anleitung und entferne dann diesen Hinweis.
15. ↑  Kenia: Großbrand auf dem Flughafen von Nairobi. In: Die Zeit. 7. August 2013, ISSN 0044-2070 (zeit.de [abgerufen am 29. März 2017]).
16. ↑  PHOTOS – JKIA Has a New Terminal and It's Beautiful. In: Nairobi Wire. 6. Februar 2015 (nairobiwire.com [abgerufen am 29. März 2017]).
17. ↑  Röder HTS bestens aufgestellt. (gelnhaeuser-tageblatt.de [abgerufen am 29. März 2017]).
18. ↑  Hall 7a. Sokolniki Exhibition and Convention Centre, abgerufen am 29. März 2017 (englisch).
19. ↑  Audi DTM. In: Röder HTS. (hts-tentiq.com [abgerufen am 29. März 2017]).
20. ↑  Firma Röder HTS aus Kefenrod – Oberhessen. In: Oberhessen. (oberhessen.de [abgerufen am 29. März 2017]).
21. ↑  Porsche Cup GB Renncenter. In: Röder HTS Höcker. (roeder-hts.de [abgerufen am 29. März 2017]).
22. ↑  Gießener Anzeiger Verlags GmbH & Co KG: Zelt-Geschäft boomt. (gelnhaeuser-tageblatt.de [abgerufen am 29. März 2017]).
23. ↑  Röder HTS Höcker: DTM Multi-Level Hospitality Structures. Youtube, 24. Februar 2016, abgerufen am 29. März 2017.
24. ↑  Röder HTS Höcker: Röder HTS Höcker 2015 Tent Expo. Youtube, 26. Januar 2016, abgerufen am 29. März 2017.
25. ↑  Tent Expo 2013. In: Röder HTS Höcker. 1. Dezember 2013 (roeder-hts.de [abgerufen am 29. März 2017]).
26. ↑  La arquitectura textil tiene premio: 2012 International Achievement Awards (IAA). Archiviert vom Original (nicht mehr online verfügbar) am 3. Februar 2017; abgerufen am 29. März 2017.  Info: Der Archivlink wurde automatisch eingesetzt und noch nicht geprüft. Bitte prüfe Original- und Archivlink gemäß Anleitung und entferne dann diesen Hinweis.
27. ↑  BMW M Festival – International Achievement Awards. Abgerufen am 29. März 2017 (englisch).